# گربه‌ماهی‌های مکزیکی
گربه‌ماهی‌های مکزیکی (نام علمی: Prietella) نام یک سرده از تیره پیشی‌ماهیان است.